# Gościniec (województwo świętokrzyskie)
Gościniec – wieś w Polsce, położona w województwie świętokrzyskim, w powiecie kieleckim, w gminie Chęciny.
W latach 1975–1998 Gościniec administracyjnie należał do województwa kieleckiego.
Przed 2023 r. miejscowość była częścią wsi Skiby.
Od zachodu miejscowość graniczy z przysiółkiem wsi Polichno o nazwie Gościniec. 
Nazwę Gościniec ma również sołectwo obejmujące m.in. obie miejscowości.